# Escola Secundária Josina Machel
A Escola Secundária Josina Machel (ESJM) é uma escola secundária moçambicana sediada na capital Maputo. É situada entre a Avenida Patrice Lumumba e 24 de Julho no bairro de Polana no centro da cidade.
A escola foi fundada em 1911, passando por diversos estágios e nomes até que, no pós-independência, ganha a denominação "Josina Machel", prestando homenagem a uma das figuras femininas mais proeminentes da história do país.
É a maior escola do país em número de alunos e também em estrutura física.

## História
O percurso da Escola Secundária Josina Machel começou ainda nos primórdios da República Portuguesa, numa altura em que não haviam escolas secundárias nas colónias (com notável exceção de Cabo Verde, Goa e Macau), sendo que os jovens que desejavam completar seus estudos precisavam obrigatoriamente rumar para a metrópole.

### Fundação
No ano de 1911 Portugal dá o primeiro impulso para a criação de escolas secundárias nas colónias; na África Oriental Portuguesa é criada, neste mesmo ano, em Maputo, a Escola Comercial e Industrial 5 de Outubro, em alusão ao primeiro aniversário da implantação da República Portuguesa. Em 1918 a escola muda de nome pela primeira vez, passando a denominar-se Liceu 5 de Outubro de Lourenço Marques, funcionando nesse período no Palacete do Largo Serpa Pinto.
No início do ano lectivo de 1920, mudaram-se as instalações para um edifício na Avenida 24 de Julho. Neste edifício, que sofreu diversos melhoramentos e sucessivas ampliações, se conservou até mudar, em 1952, para o edifício que ocupa actualmente.
Em 5 de Outubro de 1937 a instituição de ensino mudou mais uma vez de nome, passando a chamar-se Liceu Nacional Salazar, na data em que foi anunciado que o Liceu ganharia novas e maiores instalações.
Até  o início da década de 1950 o Liceu matriculava somente meninos, brancos e mestiços (ainda não aceitava negros). O primeiro negro a estudar na instituição foi Joaquim Chissano, no ano de 1951.

### Novas instalações
Em 6 de Outubro de 1952 o Liceu Nacional Salazar ganha novas instalações; com isto a instituição foi dividida em duas, que ocupavam o mesmo edifício: a ala direita era o sector masculino (chamado Liceu Salazar) e a ala esquerda era o sector feminino (chamado Liceu Dona Ana da Costa Portugal). 
O Liceu comportava já, no ano lectivo de 1952-1953, uma frequência de 956 alunos, dispostos em trinta e duas turmas e quarenta e dois professores.
Esta estrutura administrativa, de dois liceus em um edifício, foi conservada até 1968, quando passou a denominar-se novamente Liceu 5 de Outubro, congregando, pela primeira vez, turmas mistas.

### Pós-independência
Pouco depois da independência, em 1976, a instituição perdeu definitivamente o nome "liceu", passando a denominar-se Escola Secundária Josina Machel (ESJM), passando, obviamente, à tutela do governo da nova República.
Com o passar do tempo o Edifício Liceu, que comporta a ESJM foi-se degradando, de tal forma que se tornou incómoda a permanência no recinto da escola. Este veio a ser reconstruído no ano de 1994, apadrinhada pelo Governo da República de Moçambique, conservando a característica arquitectónica que antes o caracterizou. O edifício foi reinaugurado em 1996
Na década de 2010 a ESJM passou a enfrentar um aumento de ocorrências de violência, registrando muitas denúncias de bullying, consumo de bebidas alcoólicas e entorpecentes. O auge dessa onda de violência deu-se com um caso de esfaqueamento dentro das dependências da escola, em setembro de 2016, o que deixou todo o país alarmado.
No mesmo período também passou a enfrentar problemas de reprovação em massa nos exames finais

## Desporto e olimpíadas
A ESJM vêm destacando-se, anos após ano, em competições esportivas, artísticas e académicas, sendo sucessivas vezes campeã.

## Alunos famosos
- Samora Machel - Primeiro Presidente de  Moçambique Independente.
- Joaquim Chissano - Foi o segundo presidente de Moçambique.
- Armando Guebuza - Terceiro presidente de Moçambique.
- Filipe Nyusi - Quarto Presidente de  Moçambique.
- Afonso Dhlakama - Presidente da RENAMO.
- Mário Crespo - Jornalista e locutor televisivo.
- João Maria Tudela - Cantor e actor. Telenovela Jardins Proibidos.